# اقطان (حالمين)

تعديل مصدري - تعديل

اقطان هي إحدى قرى عزلة حبيل الريدة بمديرية حالمين التابعة لمحافظة لحج، بلغ تعداد سكانها 269 نسمة حسب تعداد اليمن لعام 2004.